# Ohm Kruger l'eroe dei Boeri
Ohm Kruger l'eroe dei Boeri (Ohm Krüger) è un film del 1941 diretto da Hans Steinhoff e, non accreditati, Karl Anton e Herbert Maisch.
Tratto dal romanzo Mann ohne Volk di Arnold Krieger, è la biografia - dai toni fortemente propagandistici raccontata in flashback - di Paul Kruger, uomo politico sudafricano e presidente del Transvaal e della sua lotta contro l'Impero britannico e Cecil Rhodes.
Interpretato da Emil Jannings (che ne fu anche produttore e supervisore artistico), vinse la Coppa Mussolini al Festival di Venezia 1941 come miglior film straniero.

## Produzione
Il film fu prodotto dalla Tobis Filmkunst.

## Distribuzione
Distribuito dalla Tobis Filmkunst, il film uscì nelle sale cinematografiche tedesche il 4 aprile 1941. A Venezia, venne presentato nel settembre dello stesso anno, quindi a Parigi il 1º ottobre 1941.

## Riconoscimenti
- 9ª Mostra internazionale d'arte cinematografica di Venezia (1941)
  - Coppa Mussolini per il miglior film straniero